# Pedro Bogarín
Pedro Bogarín Vargas (Tocache, 9 de junio de 1954) es un médico y político peruano. Fue gobernador regional de San Martín desde 2019 hasta 2022 y alcalde de Tocache en el periodo 2003-2006.

## Biografía
Nació en Tocache, Perú, el 9 de junio de 1954. Es hijo de Iraldo Bogarín y de Rosario Vargas.
Cursó sus estudios primarios en la Escuela Prevocacional de Varones N° 1183-Tocache en su ciudad natal y los secundarios en el Colegio Nacional Nuestra Señora de Guadalupe en la ciudad de Lima. Entre 1972 y 1982 cursó estudios superiores de medicina humana en la facultad de medicina de San Fernando de la Universidad Nacional Mayor de San Marcos.
Su primera participación política se dio en las elecciones municipales de 1998 en las que postuló por primera vez a la alcaldía de la provincia de Tocache sin éxito. En las elecciones del 2002 fue elegido para ese cargo habiendo postulado como independiente por la lista "Ahora El Sol". Tentó su reelección en las elecciones del 2006 por el Partido Aprista Peruano sin obtener la representación. Participó en las elecciones regionales del 2010 como candidato a la presidencia del Gobierno Regional de San Martín por el APRA quedando en segundo lugar. También por el APRA postula en las elecciones generales del 2011 al congreso por el departamento de San Martín sin obtener la representación. En 2014 postula a las elecciones regionales para la presidencia regional de San Martín con el Partido Aprista Peruano. En la primera vuelta, celebrada el 5 de octubre quedó en el primer lugar de las preferencias electorales, delante del candidato Víctor Manuel Noriega. Al no haber alcanzado ninguno de los candidatos el 30% de los votos emitidos, Bogarín y Noriega compitieron en segunda vuelta por la presidencia regional ganando Noriega. En las elecciones regionales de 2018 volvió a tentar la presidencia regional de San Martín por el movimiento Acción Regional donde obtuvo en primera vuelta el 20.86% de los votos frente al 28.6% de votos realizados a favor de Alianza para el Progreso. Esto significó la participación de Bogarín en una segunda vuelta con el candidato Walter Grundel Jiménez de Alianza para el Progreso; el cual salió victorioso Pedro con 50.67% frente a un estrecho margen del 1.34%.